# Радика
 Тази статия е за реката.  За растението вижте глухарче.  
Ра̀дика (на македонска литературна норма: Радика) е река в Северна Македония. Тя извира от планината Враца (част от Шар) на надморска височина 2200 метра и след 67 километра се влива в Дебърското езеро, като ляв приток на Черни Дрин (Църн Дрим). По протежението на реката в нея се вливат няколко притока: Рибнишката река, Мавровската река, Жировничката река, Голема река и Мала река.
Единствената бифуркация на река в Северна Македония се наблюдава при Радика, която влива водите си в Адриатическата и Егейската водосборна зона – чрез канали част от водите ѝ влизат в Мавровското езеро, а оттам по подземни тунели се оттичат към Вардар.
Долината на Радика е една от най-привлекателните и живописни долини в Северна Македония – каньон, образуван за няколко милиона години. Планинските възвишения, през които Радика е проправила своя път, са Бистра и Стогово на изток, и Кораб и Дешат на запад.
По горното течение на река Радика е разположена областта Голема река, а по долното – Мала река.
Край река Радика се намира град Дебър.